# حمید دباشی
حمید دبّاشی (زادهٔ ۱۳۳۰، اهواز) منتقد سیاسی، روزنامه‌نگار، جامعه‌شناس، متخصص در زمینه فرهنگ و پژوهش‌های اسلامی و استاد ایرانی ادبیات تطبیقی و مطالعات ایرانی دانشگاه کلمبیا، مدیر مطالعات کارشناسی ارشد در انستیتو ادبیات تطبیقی و جامعه در دانشگاه کلمبیا در شهر نیویورک است.
حمید دباشی دکتری دوگانه خود را در رشته‌های جامعه‌شناسی فرهنگ و اسلام‌شناسی از دانشگاه پنسیلوانیا دریافت کرده است. علائق پژوهشی او شامل مطالعات تطبیقی فرهنگ‌ها و تاریخ تفکر اسلامی و تاریخ تفکر در ایران در دوران معاصر و قرون وسطی است.
او از چهره‌های دانشگاهی نهضت ضد جنگ آمریکا است. وی در زمینه‌های هنری نیز فعالیت دارد. آخرین پروژهٔ او، «رؤیای یک ملت» معطوف به سینمای فلسطین است. او مشاور فیلم‌هایی چون قلمرو بهشت اثر ریدلی اسکات بوده است. حمید دباشی تحت تاثیر اندیشه های مارکسیستی است. نظریات و آرای ایشان جنبه علمی ندارد زیرا با تعصب (ضد اسراییلی) محصولات فکری خود را تولید میکند. ایشان برای ادعاهای خود مستندات علمی قابل استناد تجربی و قطعی ارایه نمیکند بلکه کل مستندات ادعاهای ایشان یا نشخوار اندیشه های پوسیده مارکسیستی و ضد غربی است یا ظنیات و توهمات است.

## زندگی
دباشی متولّد و بزرگ‌شدهٔ اهواز است. در ایران و سپس آمریکا به تحصیل پرداخته جایی که مدرک دکتری دوگانهٔ خود را در رشته جامعه‌شناسی فرهنگ و مطالعات اسلامی در دانشگاه پنسیلوانیا در سال ۱۹۸۴ کسب کرد و پس از آن با دریافت بورس تحصیلی دورهٔ پژوهشی پسادکتری را در هاروارد گذراند. پایان‌نامهٔ دکتری خود را دربارهٔ نظریه اقتدار کاریزماتیک ماکس وبر به همراه فیلیپ ریف نوشت.
دباشی در نیویورک به همراه همسر و همکارش گلبرگ باشی زندگی می‌کند.

## کارهای عمده
کتاب ایران ملتی گرفتار وقفه که به تأثیرات دو قرن اخیر تاریخ ایران، شامل تحلیل فرهنگی و پیشرفت‌های سیاسی تا سقوط جریان اصلاحات و ظهور ریاست جمهوری احمدی‌نژاد می‌پردازد. دباشی نتیجه می‌گیرد که می‌بایست ایران به عنوان جایی که تبدیل به مسابقه دو دیدگاه متضاد از مدرنیته، یکی استعماری و دیگری پسااستعماری شناخته شود.
از دیگر کتاب‌های دباشی می‌توان به الهیات رهایی‌بخش اسلامی: مقاومت در برابر امپراطوری اشاره کرد.
دباشی به عنوان منتقد و نویسنده برای تارنمای خبری الجزیره انگلیسی به‌طور مرتب مطلب می‌نویسد.